# Présidence de George H. W. Bush
Ne doit pas être confondu avec Présidence de George W. Bush.
41e président des États-Unis
Présidence de Ronald Reagan Présidence de Bill Clinton
La présidence de George H. W. Bush débuta le 20 janvier 1989, date de l'investiture de George H. W. Bush en tant que 41e président des États-Unis, et prit fin le 20 janvier 1993. Membre du Parti républicain et vice-président des États-Unis de 1981 à 1989 sous la présidence de Ronald Reagan, Bush entra en fonction après sa victoire face à son adversaire démocrate Michael Dukakis lors de l'élection présidentielle de 1988. Il fut lui-même battu quatre ans plus tard à l'élection de 1992 par le démocrate Bill Clinton, qui lui succéda à la Maison-Blanche.
Son mandat fut particulièrement marqué par les affaires internationales. En effet, la chute du mur de Berlin en 1989, qui conduisit à la dissolution de l'URSS deux ans plus tard, fut un événement international majeur qui mit un terme à la guerre froide engagée depuis 1947. Bush soutint alors les efforts en faveur de la réunification de l'Allemagne. Il mena également une politique étrangère militariste en rassemblant une coalition internationale pour forcer l'Irak à évacuer le Koweït lors de la guerre du Golfe et en déployant des soldats américains au Panama. Bien que ratifié après la fin de sa présidence, Bush signa l'accord de libre-échange nord-américain qui créait une zone de libre-échange entre les États-Unis, le Canada et le Mexique.
Sur le plan intérieur, Bush fut confronté au problème de l'augmentation de la dette publique, qui avait été multipliée par trois depuis 1980. Il s'engagea à réduire le déficit car il estimait que sans cela les États-Unis ne pourraient plus assurer leur rôle de puissance mondiale. Les négociations avec le Congrès furent cependant difficiles dans la mesure où les républicains étaient partisans d'une réduction des dépenses fédérales tandis que les démocrates, forts de leur majorité dans les deux chambres, plaidaient au contraire pour une hausse des taxes. Bush se résigna finalement au compromis et revint sur sa promesse de campagne de ne pas augmenter les impôts, ce qui fit chuter sa popularité. La faible reprise qui eut lieu après la récession du début des années 1990 ne permit pas à son gouvernement de redresser le budget dont le déficit continua de se creuser, ce qui accentua le ressentiment de la population au vu des augmentations d'impôts imposées. Sa gestion de la crise des Savings and loan, les caisses d'épargne américaines, fut elle aussi controversée.
Avec la victoire de la coalition dirigée par les États-Unis dans la guerre du Golfe, la réélection de Bush semblait assurée. Clinton parvint toutefois à s'imposer en concentrant principalement son discours sur la situation économique. Malgré sa défaite, Bush quitta ses fonctions avec 56 % d'opinions favorables et il resta populaire auprès du public jusqu'à sa mort en 2018. Le consensus parmi les historiens est de considérer son mandat comme « une réussite en politique étrangère mais une déception en politique intérieure ». Il figure généralement dans le milieu du classement des présidents américains.

## Élection présidentielle de 1988

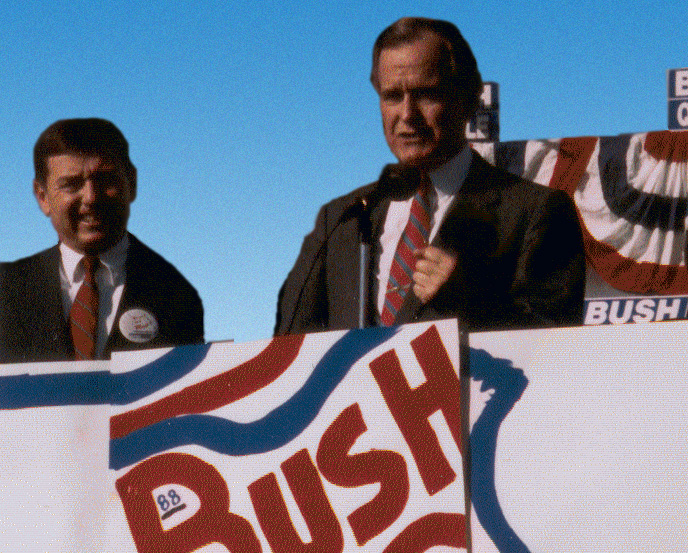
Le vice-président Bush en campagne à Saint-Louis dans le Missouri aux côtés de John Ashcroft, en 1988.

Fort d'une longue expérience parlementaire et ministérielle, Bush se porta candidat aux primaires républicaines de 1980 afin d'être investi comme candidat du parti à l'élection présidentielle. Il échoua toutefois face à l'ancien gouverneur de la Californie Ronald Reagan, partisan de mesures conservatrices. Ce dernier était soucieux d'équilibrer le ticket et il désigna Bush, plus modéré sur le plan politique, en tant que colistier. Reagan battit le président sortant, le démocrate Jimmy Carter, à l'élection présidentielle de 1980 et Bush devint officiellement vice-président en 1981. Bush, qui entretenait des relations amicales avec Reagan, fut un conseiller important pendant toute la durée de son mandat et fit de nombreuses apparitions publiques au nom de l'administration.
Bush entra dans la course à l'investiture républicaine de 1988 en octobre 1987. Il promit de fournir « une gouvernance solide et forgée par l'expérience » et reçut le soutien de Ronald Reagan. Les principaux rivaux de Bush dans le cadre de cette primaire étaient le chef de la minorité sénatoriale Bob Dole, du Kansas, le représentant conservateur Jack Kemp de New York et le télévangéliste Pat Robertson. Donné grand favori face à ses adversaires, Bush n'arriva pourtant qu'en troisième position lors du caucus de l'Iowa, derrière Dole et Robertson. Bénéficiant de moyens financiers plus importants que Dole, son principal concurrent, Bush parvint toutefois à s'imposer dans le New Hampshire, puis en Caroline du Nord et enfin dans 16 des 17 États organisant une primaire le jour du Super Tuesday. À la suite de cet événement, les adversaires de Bush se retirèrent de la course.
Bush, souvent critiqué pour son manque d'éloquence par rapport à Reagan, fit un discours très remarqué à la convention nationale républicaine de 1988, connu sous le nom de discours des « mille points de lumière », et dans lequel il décrivait sa vision de l'Amérique : il s'y déclarait notamment favorable au serment d'allégeance au drapeau, à la prière dans les écoles, à la peine de mort et à la liberté de porter des armes. Il fit également la promesse de ne pas lever de nouveaux impôts, déclarant à ce sujet : « le Congrès me poussera à lever des impôts, et je dirai non, ils reviendront à la charge, et je dirai encore non, et ils reviendront encore. Et la seule chose que je pourrai leur dire, c'est : lisez sur mes lèvres. Pas de nouveaux impôts. » Bush sélectionna ensuite le sénateur de l'Indiana, Dan Quayle, comme candidat à la vice-présidence. Quayle était relativement peu connu sur la scène politique et n'était pas un parlementaire très expérimenté, mais il était populaire chez les conservateurs et l'équipe de campagne de Bush espérait que son âge (41 ans) inciterait les électeurs les plus jeunes à voter pour le ticket républicain.

Résultats de l'élection présidentielle américaine de 1988.

Alors que Bush avait obtenu une victoire très nette aux primaires républicaines, les candidats aux primaires démocrates étaient couramment surnommés les « sept nains » par la presse en raison de l'absence des ténors du parti dans la course à l'investiture présidentielle. Le sénateur Ted Kennedy et le gouverneur Mario Cuomo restèrent en retrait tandis que l'ancien sénateur Gary Hart et le sénateur Joe Biden durent renoncer après une campagne entachée de controverses. Le gouverneur Michael Dukakis, qui avait entrepris des réformes économiques dans le Massachusetts, remporta finalement l'investiture démocrate devant Jesse Jackson, Al Gore et plusieurs autres candidats. Initialement en tête dans les sondages, Dukakis mena une campagne prudente qui se révéla totalement inefficace. Sous la direction du stratège politique Lee Atwater, l'équipe de campagne de Bush présenta Dukakis comme un progressiste extrémiste et antipatriote, et prit argument du cas de Willie Horton, un criminel du Massachusetts qui avait violé sa femme alors qu'il était en liberté provisoire, pour dénoncer le laxisme de Dukakis en matière judiciaire. La campagne de Dukakis perdit encore en crédibilité lorsque ce dernier se fit photographier à bord d'un char M1 Abrams, une initiative qui fut largement tournée en dérision, et par une performance médiocre lors du second débat présidentiel.
Le jour de l'élection, Bush défit Dukakis par 426 voix contre 111 au sein du collège électoral et 53,4 % du vote populaire. Il arriva en tête dans quasiment tout le pays et plus particulièrement dans le Sud, devenant ainsi le premier vice-président en exercice à être élu à la présidence depuis Martin Van Buren en 1836, ainsi que la première personne à succéder par les urnes à un président de son propre parti depuis Herbert Hoover en 1929. Lors des élections législatives qui se déroulèrent à la même période, les démocrates conservèrent leur majorité dans les deux chambres du Congrès.

## Investiture

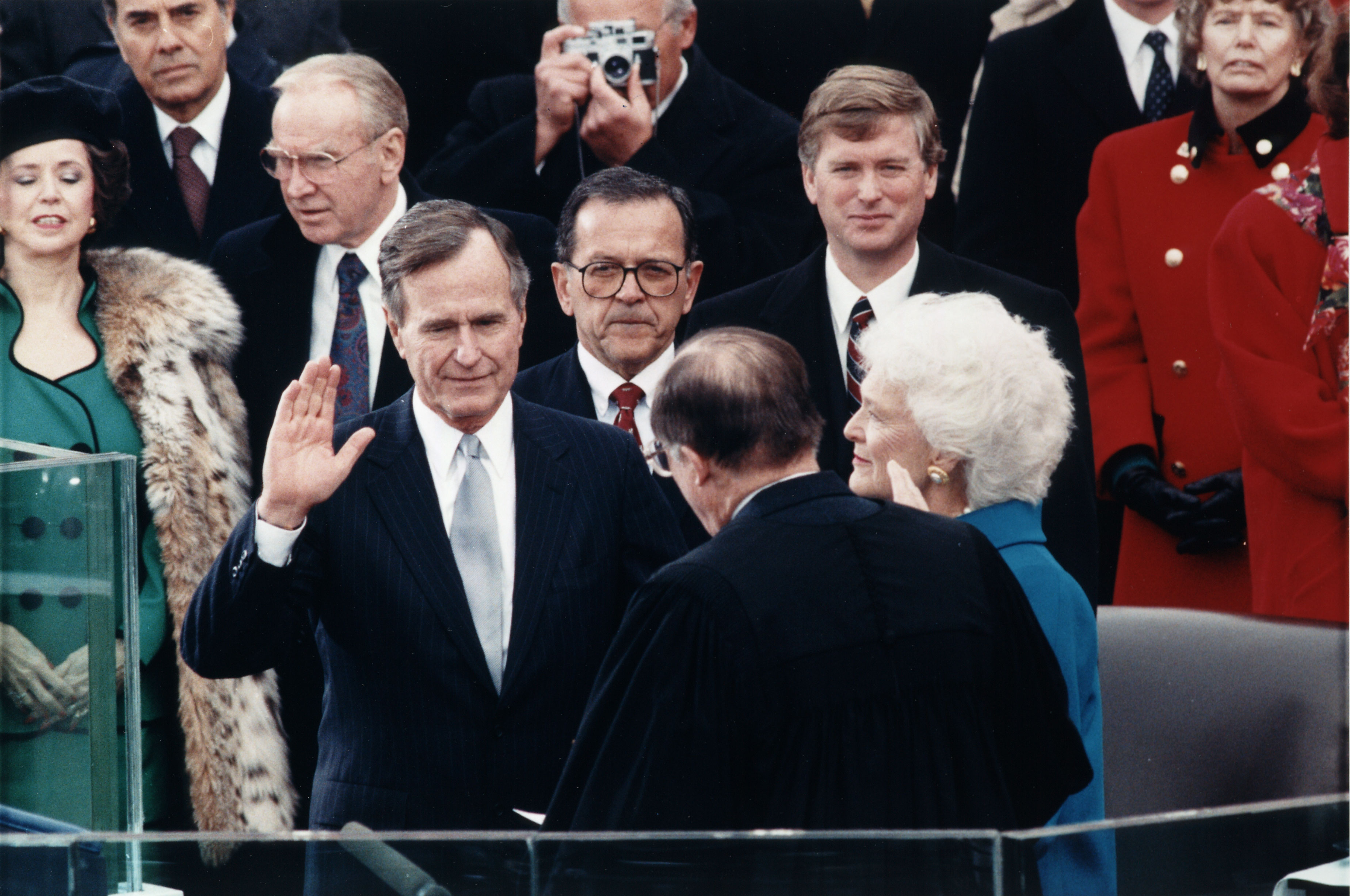
George H. W. Bush lors de la prestation de serment sous l'autorité du juge en chef William Rehnquist, le 20 janvier 1989.

Bush fut investi en tant que président le 20 janvier 1989, succédant à Ronald Reagan. Son arrivée au pouvoir coïncida avec une époque de profonds bouleversements géopolitiques comme la chute du mur de Berlin ou la dissolution de l'Union soviétique, qui eurent lieu sous sa présidence. Dans son discours d'investiture, le nouveau président déclara : 

« Je suis venu à vous pour assumer les devoirs de la présidence à une période pleine de promesses. Nous vivons dans une époque paisible et prospère, mais nous pouvons la rendre encore meilleure. En effet, un vent nouveau souffle désormais et un monde, revigoré par la liberté, semble renaître ; en effet, dans le cœur de l'homme, sinon dans la réalité, l'ère des dictateurs est révolue. Le temps des totalitarismes est sur le point de s'achever, ses vieilles idées balayées comme les feuilles d'un vieil arbre mort. Un vent nouveau souffle désormais et une nation, revigorée par la liberté, est prête à aller de l'avant. Il y a du terrain à conquérir, et de nouvelles mesures à entreprendre. »

## Composition du gouvernement
Bush conserva dans son cabinet une partie des membres de l'administration Reagan, dont le secrétaire au Trésor Nicholas Brady, le procureur général Dick Thornburgh et le secrétaire à l'Éducation Lauro Cavazos. La première nomination importante de Bush fut celle de James Baker en tant que secrétaire d'État. Baker était un ami proche du nouveau président et il avait servi comme chef d'état-major de la Maison-Blanche sous Reagan. Le choix initial de Bush pour le poste de secrétaire à la Défense, John Tower, fut rejeté par le Sénat, une première pour un individu désigné à un poste du cabinet par un président entrant. Bush se tourna alors vers Dick Cheney, ancien chef de cabinet du président Gerald Ford et futur vice-président des États-Unis sous George W. Bush. Jack Kemp intégra le cabinet en tant que secrétaire au Logement et au Développement urbain alors qu'Elizabeth Dole, l'épouse de Bob Dole et ancienne secrétaire aux Transports, devint secrétaire au Travail au sein de l'administration Bush.
Comme la plupart de ses prédécesseurs depuis Richard Nixon, Bush concentra l'essentiel du pouvoir exécutif au sein du bureau exécutif du président. Le gouverneur du New Hampshire, John H. Sununu, qui avait joué un rôle particulièrement actif dans la campagne de Bush en 1988, fut nommé chef de cabinet. Sununu supervisa la politique intérieure de l'administration jusqu'à sa démission en 1991. Richard Darman, un ancien fonctionnaire du département du Trésor, devint quant à lui directeur du Bureau de la gestion et du budget. Brent Scowcroft fut désigné en tant que conseiller à la sécurité nationale, un poste qu'il avait déjà occupé sous la présidence de Ford. Tirant les leçons de l'affaire Iran-Contra qui avait éclaboussé le mandat de Reagan, Bush et Scowcroft firent du Conseil à la sécurité nationale un organe décisionnel important en matière de politique extérieure. Le général Colin Powell, qui avait servi précédemment au Conseil de sécurité et que Bush avait nommé au poste de chef d'état-major des armées en 1989, fut également un conseiller écouté sur les questions de politique étrangère.
Au milieu du mois de mai 1991, plusieurs polémiques concernant Sununu circulèrent dans les médias, notamment des voyages en jet privé payés par le contribuable. Bush était réticent à renvoyer Sununu mais ce dernier fut contraint de donner sa démission en décembre 1991. Le secrétaire aux Transports, Samuel Skinner, qui avait été complimenté pour sa bonne gestion de la marée noire consécutive à l'échouage de l’Exxon Valdez, remplaça Sununu en tant que chef de cabinet. Clayton Yeutter rejoignit à son tour l'administration en qualité de conseiller du président sur les questions de politique intérieure.
Le vice-président Dan Quayle entretenait des relations amicales avec Bush et il fut un intermédiaire précieux entre le président et les conservateurs du Congrès. Son influence était toutefois loin d'égaler celles des principaux membres du cabinet comme Baker ou Sununu. Il était souvent tourné en dérision pour ses gaffes verbales et se révéla, d'après un sondage réalisé au milieu de l'année 1992, comme le vice-président le plus impopulaire depuis Spiro Agnew. Certains républicains conseillèrent à Bush de retirer Quayle du ticket républicain en vue de l'élection présidentielle de 1992, mais Bush s'y opposa car il estimait que choisir un nouveau colistier à ce stade serait une erreur.

Le président Bush et son cabinet en 1992.

## Nominations judiciaires
Bush nomma deux juges à la Cour suprême des États-Unis. En 1990, il désigna David Souter, un juge d'appel largement inconnu du grand public, pour remplacer William Brennan, figure de proue du camp progressiste. Le choix de Souter pour combler cette vacance au sein de la Cour fut défendu par le chef de cabinet Sununu, natif comme lui du New Hampshire. La nomination de Souter fut confirmée sans difficulté et il siégea à la Cour jusqu'en 2009 mais, contrairement aux attentes du président, il vota la plupart du temps aux côtés des progressistes. Après la démission du juge Thurgood Marshall en 1991, Bush jeta son dévolu sur le conservateur Clarence Thomas, ancien président de la commission sur l'égalité des chances en matière d'emploi. La candidature de Thomas fut cette fois vivement contestée au Sénat ainsi que par les mouvements pro-choix et l'Association nationale pour la promotion des gens de couleur. Une difficulté supplémentaire survint lorsque Thomas fut accusé de harcèlement sexuel par Anita Hill du temps où il dirigeait la commission. Thomas obtint finalement de justesse la confiance des parlementaires, par 52 voix (43 républicains et  9 démocrates) contre 48 (46 démocrates et 2 républicains). Il se révéla par la suite comme l'un des juges les plus conservateurs de l'histoire de la Cour.

## Politique étrangère
Bush était un président rompu aux arcanes de la politique étrangère qu'il élabora en tandem avec un cercle de conseillers restreint, en particulier son secrétaire d'État James Baker. Il fut ainsi, avec Dwight D. Eisenhower et Richard Nixon, l'un des rares présidents de la seconde moitié du XXe siècle à disposer, dès avant son entrée en fonction, d'une bonne connaissance des affaires internationales. Tout en affichant sa volonté de s'inscrire dans la continuité de son prédécesseur Reagan, Bush exploita le contexte offert par la fin de la guerre froide pour conférer un caractère davantage multilatéral à sa politique extérieure, en particulier lors de la guerre du Golfe. Il effectua en tout 26 voyages internationaux dans 37 pays au cours de sa présidence.

Pays visités par Bush sous sa présidence.

### Panama

Bush discutant de l'opération Just Cause au téléphone, entouré du général Brent Scowcroft et du chef de cabinet John H. Sununu, en décembre 1989.

Dans les années 1980, les États-Unis avaient fourni de l'aide au dirigeant panaméen Manuel Noriega, un dictateur anticommuniste qui se livrait au trafic de drogue. En mai 1989, Guillermo Endara Galimany remporta l'élection présidentielle mais les résultats furent annulés par Noriega. Bush protesta vivement contre cette initiative et estima que Noriega constituait une menace pour les intérêts américains dans cette région, notamment le canal de Panama. Il ordonna le déploiement de 2 000 soldats dans ce pays où ces derniers commencèrent à mener des exercices militaires réguliers, en violation des traités antérieurs. Noriega réprima une tentative de coup d'État militaire en octobre alors que son régime faisait face à des protestations massives. En décembre 1989, après l'assassinat d'un soldat américain par les forces panaméennes, le président Bush envoya 24 000 soldats chasser Noriega du pouvoir.
L'invasion du Panama par les États-Unis, connue sous le nom d'« opération Just Cause », fut en plus de 40 ans la première intervention militaire américaine à grande échelle à ne pas être liée à la guerre froide. Les troupes américaines prirent rapidement le contrôle de la zone du canal et de la capitale, mais Noriega se réfugia à l'ambassade du Vatican. Il se rendit finalement le 3 janvier 1990 et fut rapidement transféré aux États-Unis pour y être incarcéré. 23 soldats américains furent tués et 394 autres blessés au cours de l'opération. Noriega, reconnu coupable de racket et de trafic de drogue, fut emprisonné en avril 1992. De son côté, Endara fut officiellement investi comme président et exerça le pouvoir jusqu'en 1994. L'invasion américaine du Panama fut qualifiée en 1989 de « violation du droit international » par l'ONU.

### Fin de la guerre froide

#### Chute du bloc de l'Est

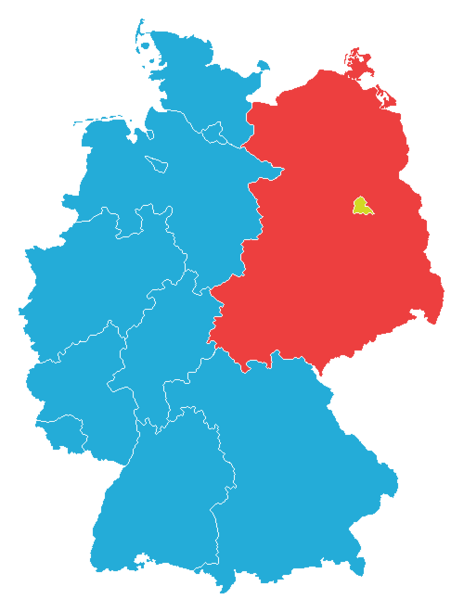
Carte montrant la séparation entre Allemagne de l'Est et Allemagne de l'Ouest jusqu'en 1990, avec Berlin-Ouest en jaune.

Sous son second mandat, Reagan, avec l'aide du dirigeant de l'Union soviétique Mikhaïl Gorbatchev, était parvenu à apaiser les tensions entre les États-Unis et l'URSS dans le cadre de la guerre froide, mais Bush se montra initialement sceptique vis-à-vis des intentions soviétiques. Durant la première année de son mandat, il mit en place une politique de statu quo, surnommée la pauza, qui rompait avec la politique de détente de son prédécesseur. Alors que Bush s'efforçait de faire appliquer la pauza, les pays satellites de l'URSS en Europe de l'Est commencèrent à remettre en cause la domination soviétique. Au cours de l'année 1989, les gouvernements communistes de Pologne, de Hongrie et de Tchécoslovaquie chutèrent les uns après les autres tandis que ceux de Bulgarie et de Roumanie entreprirent d'importantes réformes. En novembre 1989, les autorités d'Allemagne de l'Est décidèrent d'ouvrir le mur de Berlin, qui séparait la ville en deux depuis des décennies, et celui-ci fut démoli par une population berlinoise en liesse. De nombreux responsables soviétiques firent pression sur Gorbatchev pour l'inciter à réprimer les soulèvements dans ce qui restait du bloc communiste, mais ce dernier refusa de recourir à la force armée, abandonnant de fait la doctrine Brejnev. Les États-Unis se tinrent à l'écart de ces événements et l'administration Bush cacha sa jubilation liée à la disparition du bloc de l'Est afin de ne pas compromettre la mise en œuvre de réformes démocratiques. Bush fut cependant l'un de ceux qui convainquirent les dirigeants polonais d'organiser des élections démocratiques et il fut le premier président américain en exercice à visiter la Hongrie.
Au milieu de l'année 1989, alors que le bloc de l'Est était sur le point de s'effondrer, Bush demanda à s'entretenir directement avec Gorbatchev. Les deux hommes se rencontrèrent au mois de décembre à l'occasion du sommet de Malte. À l'issue de cet entretien, Bush décida de coopérer étroitement avec Gorbatchev car il estimait que le dirigeant soviétique était un interlocuteur essentiel pour mettre un terme, de façon pacifique, à la domination soviétique sur l'Europe de l'Est. Lors du sommet de Malte, l'un des principaux sujets évoqués fut la possibilité d'une réunification de l'Allemagne. La Grande-Bretagne et la France ne voulaient pas d'une Allemagne réunifiée mais Bush défendit cette solution aux côtés du chancelier ouest-allemand Helmut Kohl. Gorbatchev, bien que lui aussi réticent à l'idée d'une Allemagne réunifiée et a fortiori membre de l'OTAN, n'était pas en mesure de s'opposer à ce projet depuis les bouleversements politiques de l'année précédente, qui avaient considérablement réduit sa marge de manœuvre aussi bien en URSS qu'à l'étranger. Il accepta des pourparlers à « deux-plus-quatre » entre l'Union soviétique, les États-Unis, la France, la Grande-Bretagne et les deux Allemagnes. Les discussions commencèrent en 1990 et donnèrent lieu à d'âpres négociations, mais Gorbatchev consentit finalement à ce que l'Allemagne fasse partie de l'OTAN. L'Allemagne fut officiellement réunifiée en octobre 1990 avec la signature du traité de Moscou.
En 1992, son administration adopta la loi Torricelli, qui intensifiait les sanctions contre Cuba en leur conférant un caractère extraterritorial, pourtant interdit par le droit international. Tout navire étranger accostant dans un port cubain se voyait interdire l'entrée aux États-Unis pendant six mois. Cuba dut en conséquence payer un prix bien supérieur à celui du marché afin de convaincre les transporteurs internationaux de la livrer. La loi imposait par ailleurs des sanctions à tout pays apportant une assistance à Cuba.

#### Dissolution de l'Union soviétique

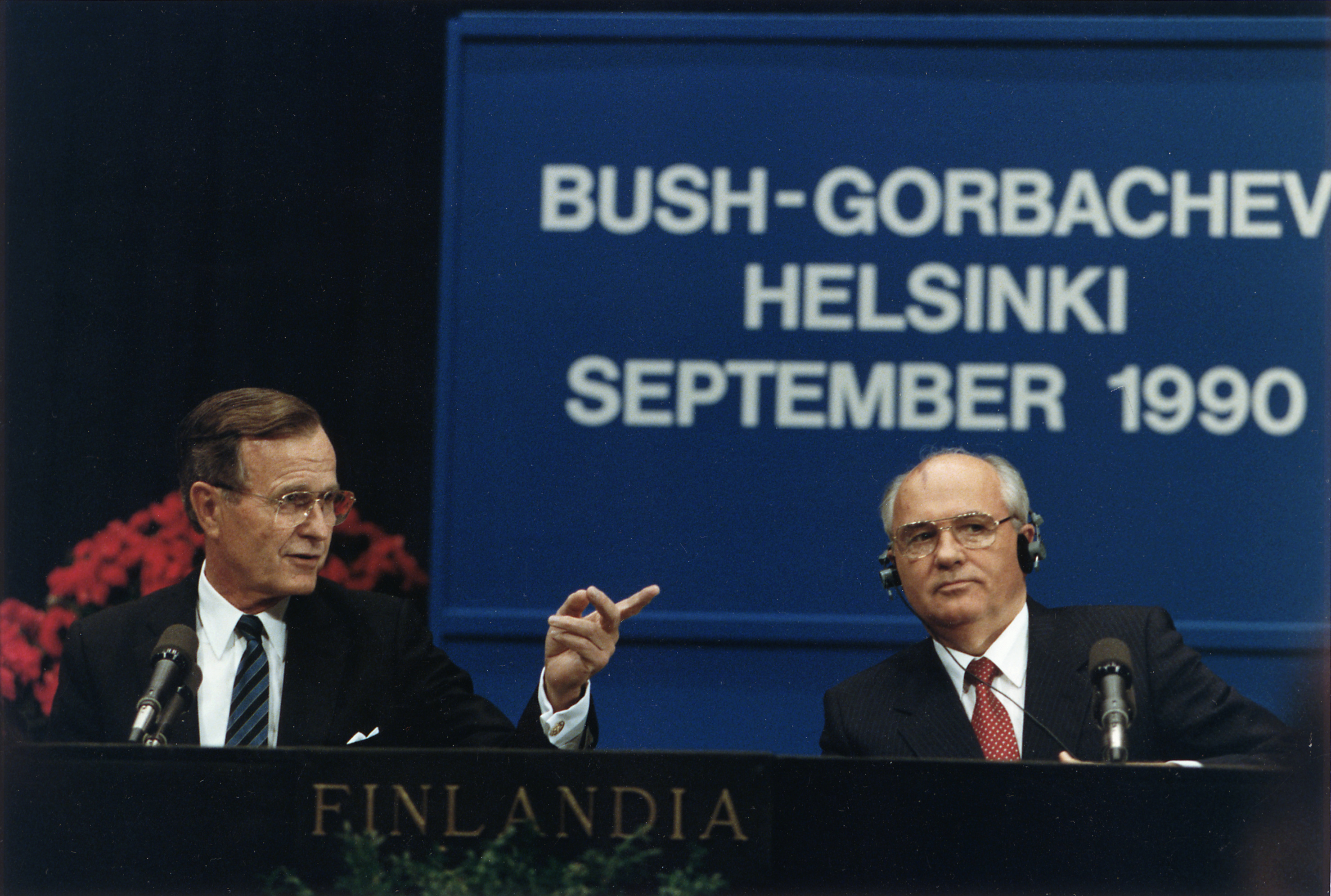
George Bush et Mikhaïl Gorbatchev au sommet d'Helsinki en septembre 1990.

Si Gorbatchev ne s'opposa pas à la transition démocratique des États membres du bloc de l'Est, il réprima durement les mouvements nationalistes au sein-même de l'URSS. Dans les années 1940, l'URSS avait occupé la Lituanie, la Lettonie et l'Estonie, mais beaucoup de citoyens de ces pays n'avaient jamais accepté la domination soviétique. Lorsque la Lituanie proclama son indépendance en 1990, Gorbatchev désapprouva fortement cette initiative pour éviter une réaction en chaîne qui aurait pu être fatale à l'URSS. Quant aux États-Unis, qui n'avaient jamais reconnu l'occupation soviétique des États baltes, la crise lituanienne les plaça dans une situation difficile. Bush avait besoin de la coopération de Gorbatchev pour la réunification de l'Allemagne et il craignait que la chute de l'Union soviétique ne fasse tomber l'arme nucléaire entre de mauvaises mains. L'administration Bush ne réagit donc que timidement à la dissolution du mouvement indépendantiste lituanien par Gorbatchev et renonça à toute intervention directe. Dans la même optique, le président américain mit en garde les indépendantistes sur le désordre qu'engendrerait une sécession d'avec l'URSS ; dans un discours prononcé en 1991, surnommé par ses opposants le discours du « poulet à la Kiev », il manifesta clairement son opposition à un « nationalisme suicidaire ».
En juillet 1991, Bush et Gorbatchev signèrent le traité de réduction des armes stratégiques (START I), le premier accord d'importance concernant les armes nucléaires depuis le traité sur les forces nucléaires à portée intermédiaire en 1987. Les deux pays acceptaient de réduire leur stock d'armes nucléaires de 30 % et l'Union soviétique promettait de diminuer de 50 % son arsenal de missiles balistiques intercontinentaux. L'historien Pierre Mélandri note que cet accord « assure un avantage évident à l'Amérique » dans la mesure où « les réductions affectent en priorité les missiles lourds mirvés qui ont toujours été le principal atout des Soviétiques ». Malgré ces avancées, Bush se garda de tout triomphalisme afin de ménager ses interlocuteurs soviétiques et compte tenu de l'émergence de nouveaux défis sur la scène internationale. En août 1991, des communistes partisans d'une « ligne dure » organisèrent un putsch contre Gorbatchev qui échoua rapidement, mais qui brisa le peu d'autorité qui restait à Gorbatchev et au gouvernement central soviétique. Le même mois, Gorbatchev démissionna de son poste de secrétaire général du Parti communiste et le président russe Boris Eltsine ordonna la saisie des biens soviétiques. Gorbatchev resta au pouvoir comme président de l'Union soviétique jusqu'à la dissolution de l'URSS au mois de décembre. Des ruines de l'Union soviétique naquirent quinze nouveaux États, la Russie étant le plus grand et le plus peuplé. Bush et Eltsine se rencontrèrent en février 1992 et inaugurèrent à cette occasion une « nouvelle ère d'amitié et de partenariat ». En janvier 1993, les deux dirigeants signèrent le traité START II qui prévoyait une nouvelle réduction des arsenaux nucléaires par rapport au traité initial.
L'affrontement entre les deux superpuissances de la guerre froide qu'étaient l'URSS et les États-Unis s'était achevé par l'écroulement de la première, et certains spécialistes commencèrent à attribuer aux États-Unis le statut d'« hyperpuissance ». Le politologue Francis Fukuyama émit l'hypothèse qu'avec la victoire définitive de la démocratie libérale et du capitalisme sur le communisme et le fascisme, l'humanité avait atteint la « fin de l'histoire ». Toutefois, la chute de l'URSS et des autres gouvernements communistes engendra des conflits en Europe centrale, en Europe de l'Est, en Asie centrale et en Afrique. Dans les Balkans, plusieurs républiques intégrées à la Yougoslavie firent scission et proclamèrent leur indépendance, mais les tensions ethniques et nationalistes débouchèrent en 1991 sur un conflit régional. Les Européens firent alors des tentatives de médiation auxquelles l'administration Bush apporta son soutien.

### Guerre du Golfe

#### Invasion du Koweït par l'Irak

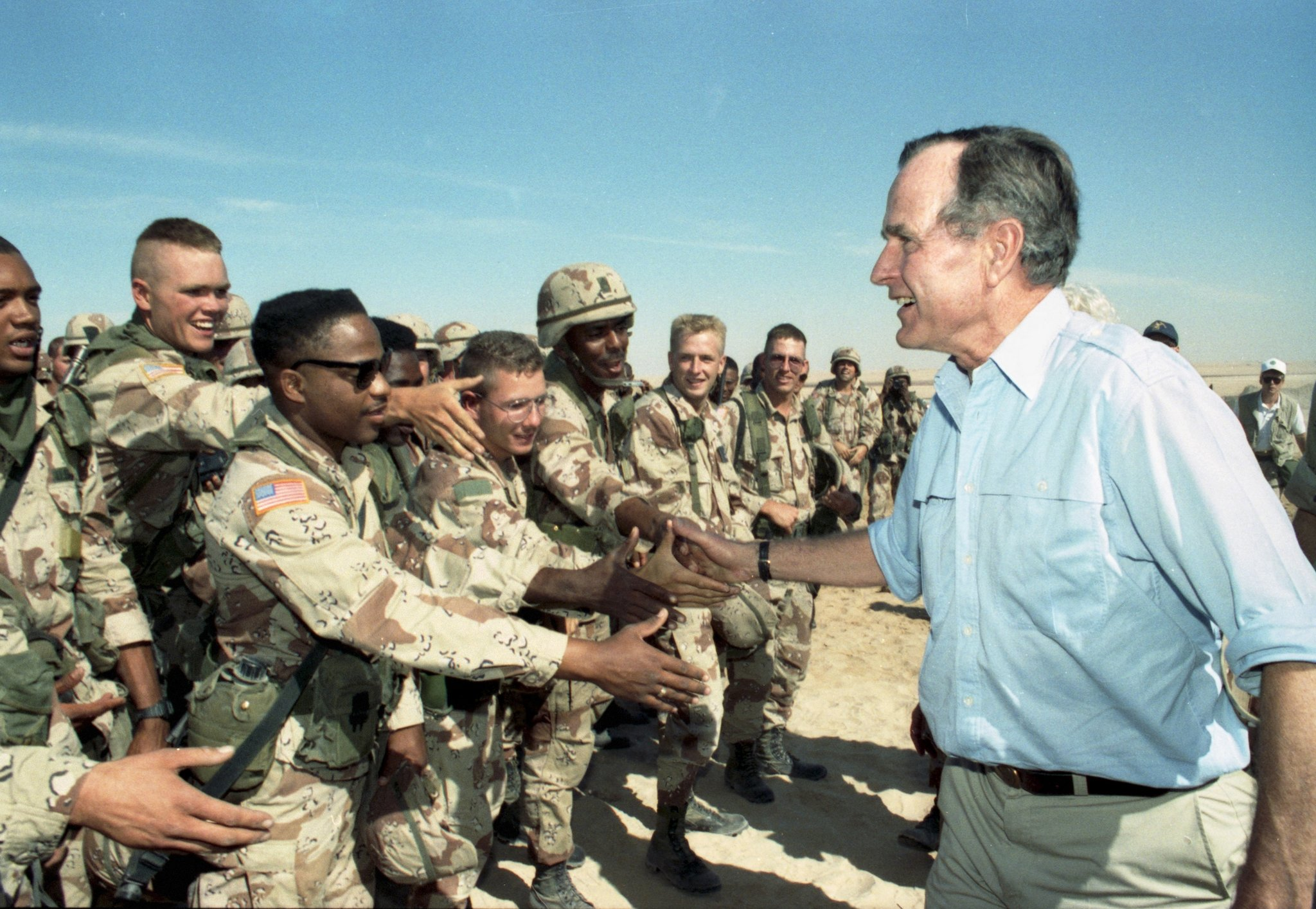
George Bush rendant visite aux troupes stationnées en Arabie saoudite en novembre 1990.

L'Irak (en vert) envahit le Koweït (en orange) en 1990.

Sur décision de son dirigeant Saddam Hussein, l'Irak envahit l'Iran en 1980, démarrant la guerre Iran-Irak qui ne prit fin qu'en 1988. Les États-Unis, hostiles à l'Iran, avaient soutenu l'Irak. Les alliés occidentaux de l'Irak furent réticents à condamner le massacre de Halabja, au cours duquel des milliers de civils kurdes furent gazés par le régime de Saddam Hussein, en dépit de l'immense émotion de l'opinion publique internationale. Le président Bush s'opposa à des sanctions contre l'Irak et lui accorda au contraire un prêt de un milliard de dollars.
Après la guerre, Bush ordonna de ne plus accorder de prêts à l'Irak en raison de la répression brutale menée par Saddam Hussein contre les dissidents et ses menaces de guerre contre Israël. Confronté à une hausse massive de la dette et à une chute du prix du pétrole, Hussein décida d'occuper le Koweït, un petit État riche en ressources pétrolières situé à la frontière sud de l'Irak.
Après l'invasion du Koweït par l'Irak en août 1990, Bush imposa des sanctions économiques contre l'Irak et réunit une coalition multinationale pour s'opposer à cette agression. L'administration craignait en effet qu'une riposte inadaptée à l'invasion du Koweït encouragerait Hussein à attaquer l'Arabie saoudite ou Israël et souhaitait par conséquent décourager les autres pays de se comporter de façon similaire. La communauté internationale approuva dans une large mesure la position des États-Unis : Margaret Thatcher déclara par exemple que « si l'Irak gagne, aucun petit État n'est en sécurité ». Bush voulait également s'assurer un accès permanent aux réserves de pétrole — l'Irak et le Koweït représentant collectivement 20 % de la production mondiale de pétrole tandis que la part de l'Arabie saoudite dans cette production était de 26 %.
En prévision d'une intervention militaire contre l'Irak, les États-Unis transférèrent des milliers de soldats en Arabie saoudite et le général Norman Schwarzkopf élabora un plan d'invasion. Pendant plusieurs semaines, l'administration Bush était prête à renoncer à l'usage de la force contre l'Irak si les sanctions économiques et la pression internationale incitaient Saddam Hussein à se retirer du Koweït. Sur l'insistance de Bush, le Conseil de sécurité des Nations unies vota en novembre 1990 une résolution autorisant le recours à la force si l'Irak ne se retirait pas du Koweït avant le 15 janvier 1991. Le soutien de Gorbatchev et l'abstention de la Chine permirent à cette résolution d'être adoptée. Bush convainquit par ailleurs le Royaume-Uni, la France et d'autres pays de participer militairement aux opérations et il obtint un soutien financier important de la part de l'Allemagne, du Japon, de la Corée du Sud, de l'Arabie saoudite et des Émirats arabes unis. La coalition internationale finit par rassembler 956 000 hommes issus de 29 pays différents, dont 700 000 Américains.

#### OpérationTempête du désert
En janvier 1991, Bush demanda au Congrès d'approuver une résolution conjointe autorisant une guerre contre l'Irak. Le président estimait que la résolution votée par les Nations unies lui accordait déjà une légitimité suffisante mais il voulait montrer que son pays tout entier était prêt à entrer en guerre. S'exprimant devant une session conjointe du Congrès à propos d'une offensive aérienne et terrestre, Bush définit quatre objectifs principaux : « l'Irak doit se retirer complètement du Koweït, immédiatement et sans condition. Le gouvernement légitime du Koweït doit être restauré. La sécurité et la stabilité du golfe Persique doit être assuré et les citoyens américains à l'étranger doivent être protégés ». Il présenta ensuite un cinquième objectif, sur le long terme : « notre cinquième objectif, un nouvel ordre mondial, peut émerger de cette période troublée : une nouvelle ère, en passe d'être libérée de la menace de la terreur, plus forte dans sa quête de justice, et plus sûre dans sa recherche de la paix. Une ère dans laquelle les nations du monde, à l'est et à l'ouest, au nord et au sud, peuvent prospérer et vivre en harmonie… Un monde où le droit supplante la loi de la jungle. Un monde dans lequel les nations assument le partage des responsabilités en faveur de la liberté et de la justice. Un monde où les forts respectent les droits des faibles ». Malgré l'opposition de la plupart des démocrates à la Chambre et au Sénat, le Congrès adopta la résolution autorisant le recours à la force contre l'Irak.

Le président Bush discutant avec Robert Gates, le général Colin Powell, le secrétaire à la Défense Dick Cheney et d'autres responsables à propos de la situation dans le golfe Persique et de l'opération Tempête du désert, le 15 janvier 1991.

Le délai accordé aux forces irakiennes pour évacuer le Koweït ayant expiré le 15 janvier, les troupes de la coalition bombardèrent pendant 39 jours les positions irakiennes et en premier lieu la capitale, Bagdad. Les réseaux de communications du pays furent ravagés et 100 000 soldats irakiens désertèrent. En guise de représailles, l'Irak envoya des missiles Scud contre Israël et l'Arabie saoudite mais les dégâts furent minimes. Le 23 février, les forces de la coalition déclenchèrent une offensive terrestre au Koweït et expulsèrent l'armée irakienne du territoire dans la soirée du 27. Les pertes de la coalition se chiffrèrent à environ 300 Américains et 65 militaires d'autres nationalités. Un cessez-le-feu fut proclamé le 3 mars et les Nations unies adoptèrent une résolution instaurant une mission de maintien de la paix dans une zone démilitarisée entre le Koweït et l'Irak. D'après un sondage Gallup de mars 1991, la cote de popularité de Bush atteignit 89 % d'opinions positives, soit le plus haut taux jamais mesuré dans l'histoire de cet institut.
Au cours de l'opération, les troupes de la coalition ne se lancèrent pas à la poursuite des forces irakiennes au-delà de la frontière, permettant à Saddam Hussein de rester au pouvoir en Irak avec le soutien de la garde républicaine irakienne. Bush expliqua que son intention n'était pas de renverser le gouvernement irakien car cela aurait entraîné selon lui un « coût politique et humain incalculable… Nous aurions été forcé d'occuper Bagdad et, de fait, de diriger l'Irak ». Sa décision de ne pas poursuivre jusqu'à Bagdad reste controversée. Le secrétaire à la Défense Dick Cheney déclara à ce propos : « une fois que nous nous serions débarrassés de Hussein et de son gouvernement, alors je vous pose la question : qu'est-ce que vous auriez mis à la place ? » Au lendemain du conflit, l'administration Bush encouragea les mouvements insurrectionnels contre l'Irak, et les Kurdes ainsi que les Arabes chiites se soulevèrent contre Saddam Hussein. Les États-Unis refusèrent néanmoins de soutenir les rebelles et Hussein réprima violemment les insurgés. Après 1991, les Nations unies maintinrent des sanctions économiques contre l'Irak et une commission de contrôle fut créée pour veiller au démantèlement par les autorités irakiennes du programme sur les armes de destruction massive.

### Chine
L'une des priorités du président Bush fut de renforcer les relations entre les États-Unis et la République populaire de Chine. Avant même son accession à la présidence, Bush avait noué des relations amicales avec le Premier ministre chinois Deng Xiaoping. En dépit de la proximité entre ces deux dirigeants, les questions relatives aux droits de l'homme furent un obstacle important à la politique chinoise du président américain. Au milieu de l'année 1989, des étudiants et des citoyens de tous bords manifestèrent dans 200 villes du pays en faveur de la démocratie et de la liberté intellectuelle. En juin de la même année, les manifestations de la place Tian'anmen à Pékin furent violemment réprimées par l'Armée populaire de libération. Bush était enclin à maintenir de bonnes relations avec la Chine, dont le rapprochement avec les États-Unis s'était amorcé depuis les années 1970, mais il fut outré par l'attitude du gouvernement chinois face aux manifestants. En réponse au massacre de la place Tian'anmen, l'administration américaine mit en place des sanctions économiques et un embargo sur les ventes d'armes. Les pressions menées en coulisse par Bush et le gouvernement japonais convainquirent finalement les autorités chinoises de libérer les dissidents emprisonnés.

### ALENA

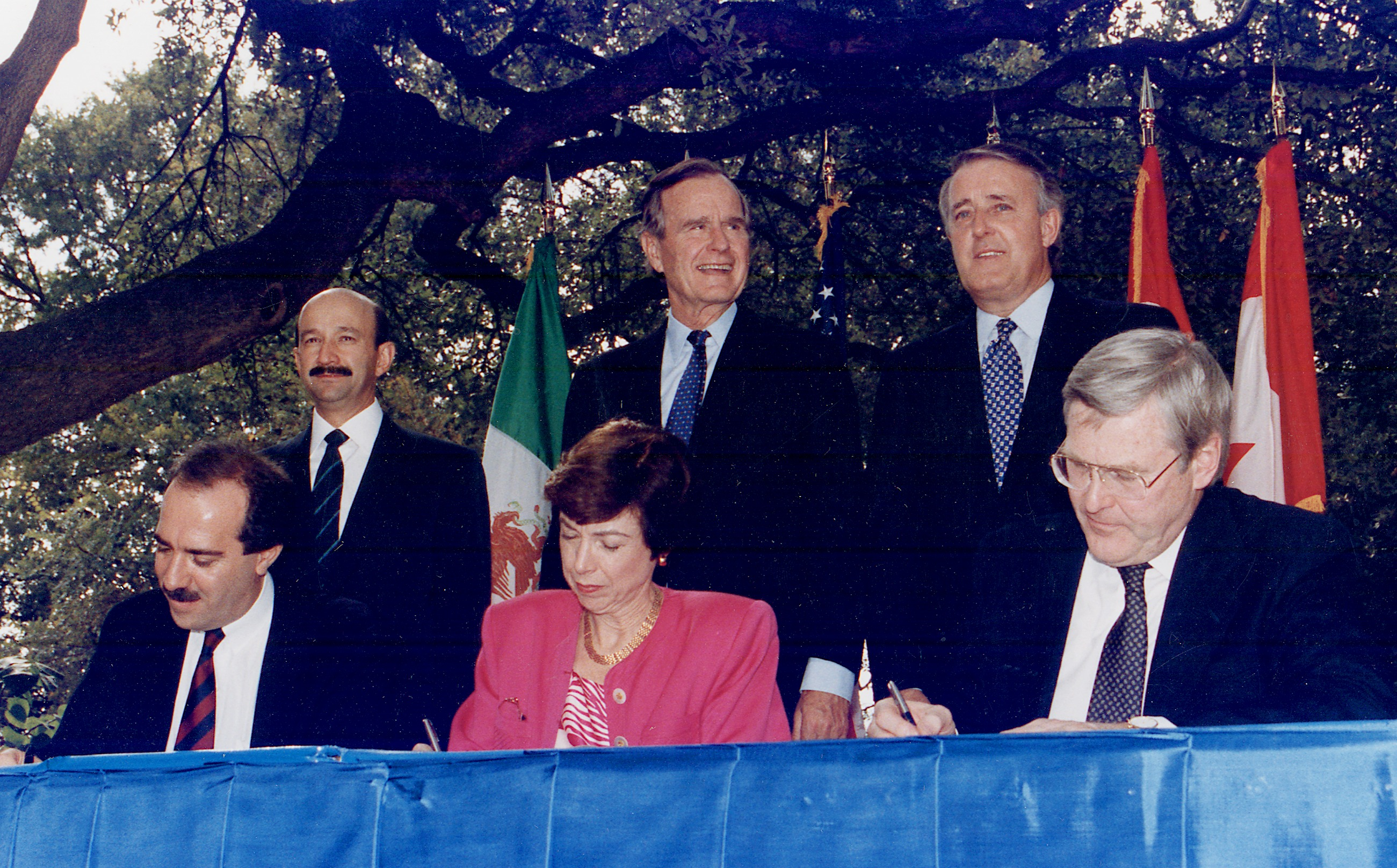
Signature de l'Accord de libre-échange nord-américain en octobre 1992. De gauche à droite (debout) : le président mexicain Carlos Salinas de Gortari, le président Bush et le Premier ministre canadien Brian Mulroney ; (assis) Jaime Serra Puche, Carla Anderson Hills et Michael Wilson.

En 1987, les États-Unis et le Canada avaient négocié un accord de libre-échange qui supprimait la majeure partie des droits de douane entre ces deux pays. Le président Reagan avait pensé cet accord comme la première étape d'un accord plus large visant à abolir la plupart des droits de douane existants entre les États-Unis, le Canada et le Mexique. À l'époque, ce dernier avait refusé d'être associé au traité, mais le nouveau président Carlos Salinas de Gortari, arrivé au pouvoir en 1988, se déclara favorable à la mise en place d'un nouvel accord. L'administration Bush, conjointement avec le Premier ministre canadien Brian Mulroney, supervisa les discussions avec le Mexique autour de l'Accord de libre-échange nord-américain (ALENA). En plus de l'abaissement des droits de douane, les clauses du projet de traité prévoyaient une restriction des brevets, des droits d'auteur et des marques déposées.
En 1991, Bush demanda une accélération de procédure (fast track authority), donnant au président le pouvoir de soumettre un accord commercial international au Congrès sans possibilité d'amendement. En dépit de l'opposition d'une partie des parlementaires conduits par le chef de la majorité à la Chambre des représentants, Dick Gephardt, le Congrès donna son feu vert au président. L'ALENA fut signé en décembre 1992, après la défaite de Bush à l'élection présidentielle, et fut définitivement ratifié par le président Clinton en 1993. L'impact de cet accord sur les salaires, l'emploi et la croissance économique reste néanmoins controversé.

## Politique intérieure
Confronté à une multitude d'enjeux, Bush ne réalisa pas de grandes réformes en matière de politique intérieure durant son mandat. Il fit en revanche un usage fréquent de son droit de veto afin d'influencer le processus législatif. L'historien Pierre Mélandri écrit : 

« Peu attiré par les questions intérieures, le nouveau président semble avoir privilégié un objectif : éviter, au maximum, les prises de position trop tranchées. À cet effet, il semble avoir fait un calcul, en apparence raisonnable, mais à l'expérience risquée : gérer au plus près, en en atténuant les aspérités, le statu quo qui, jusqu'ici, a si bien servi son parti. Mais ce pari ne tarde pas à se retourner contre lui […]. Surtout quand, à partir de 1990, une récession commence à pointer, l'héritage auquel il s'est identifié fait moins figure d'atout que de boulet. Sa politique voulait projeter l'image d'une gestion prudente et avisée. Elle est ressentie comme un immobilisme impuissant et embarrassé. »

### Crise desSavings and loan
En 1982, le Congrès avait adopté le Garn-St. Germain Depository Institutions Act qui déréglementait les sociétés d'épargne et de crédit américaines et augmentait le coût de l'assurance de la Federal Deposit Insurance Corporation (FDIC) pour ces sociétés. Avec le déclin du marché de l'immobilier à la fin des années 1980, des centaines de caisses d'épargne furent ruinées. En février 1989, le président Bush proposa un plan de sauvetage de 50 milliards de dollars pour renflouer le secteur de l'épargne, la création d'un Bureau de contrôle de l'épargne afin d'instaurer une meilleure régulation dans ce domaine et la mise en place de la Resolution Trust Corporation afin de liquider les actifs des compagnies insolvables. Le Congrès vota la même année le Financial Reform, Recovery and Enforcement Act qui reprenait la plupart des suggestions de Bush. Dans le sillage de la crise, le comité d'éthique du Sénat diligenta une enquête à l'encontre de cinq sénateurs soupçonnés d'avoir accordé des subventions illicites à Charles Keating, président de la Lincoln Savings and Loan Association.

### Situation économique
| Année   | Revenu  | Dépenses | Surplus/ Déficit | PIB     | Dette en % du PIB |
| ------- | ------- | -------- | ---------------- | ------- | ----------------- |
| 1989    | 991,1   | 1143,7   | -152.6           | 5570,0  | 39,3              |
| 1990    | 1032,0  | 1253,0   | -221,0           | 5914,6  | 40,8              |
| 1991    | 1055,0  | 1324,2   | -269,2           | 6110,1  | 44,0              |
| 1992    | 1091,2  | 1381,5   | -290,3           | 6434,7  | 46,6              |
| 1993    | 1154,3  | 1409,4   | -255,1           | 6794,9  | 47,8              |
| Sources | [ 104 ] | [ 104 ]  | [ 104 ]          | [ 105 ] | [ 106 ]           |

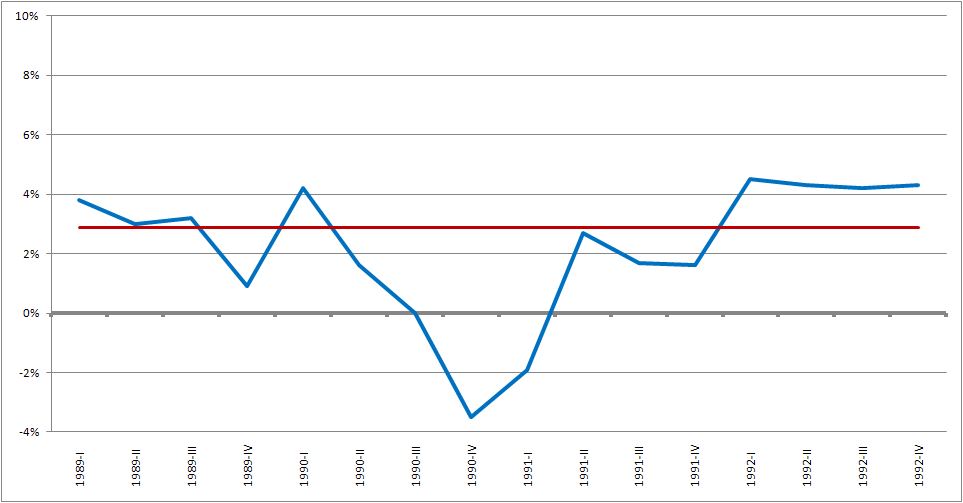
Graphique montrant la croissance du PIB (à taux annualisés) aux États-Unis entre 1989 et 1992 et la récession économique de 1990-1991.

L'économie américaine, qui avait renoué avec le dynamisme après la récession de 1982, entra dans une nouvelle phase de récession modeste à partir de 1990. Le taux de chômage passa de 5,9 % en 1989 à 7,8 % au milieu de l'année 1991. Les premières vagues de licenciements fortement médiatisées — comme dans le cas de l'entreprise Aetna — touchaient en majorité la classe moyenne, ce qui conduisit certains observateurs à parler de « récession en col blanc »,. En réalité, à la fin de l'année 1991, plus d'un million de travailleurs en col bleu avaient perdu leur emploi contre environ 200 000 emplois à col blanc, soit un ratio de 5 pour 1. Cependant, la proportion de cols blancs au chômage était significativement plus importante que lors de la récession de 1982,,,. D'une manière générale, le taux de croissance économique annuel ne fut que de 0,6 % en moyenne sous la présidence de Bush. Les raisons avancées pour expliquer ce ralentissement de l'activité économique divergent mais des partisans de Bush en rejetèrent la responsabilité sur le directeur de la Réserve fédérale américaine, Alan Greenspan, pour n'avoir pas abaissé les taux d'intérêts.
Le déficit du budget fédéral, qui s'était considérablement accru sous la présidence de Reagan, passa de 152,1 milliards en 1989 à 220 milliards en 1990, soit une bond de 45 % en un an pour un déficit trois fois supérieur à celui de 1980. Les principaux facteurs à l'origine de l'accroissement du déficit tout au long de l'année 1991 furent la dégradation de l'activité économique, en particulier une baisse drastique des bénéfices des entreprises et des revenus des ménages, ainsi que le renflouement du secteur de l'épargne et du crédit qui coûta plus de 100 milliards de dollars sur plusieurs années. À la fin de l'année 1991, les sondages montrèrent que la population était de plus en plus insatisfaite de la politique économique de Bush. Les succès de ce dernier en politique étrangère furent ainsi progressivement éclipsés par les questions économiques qui occupaient une place grandissante dans le débat public. Des élus républicains du Congrès et des économistes exhortèrent Bush à faire quelque chose pour endiguer la récession, mais son administration fut incapable de formuler une réponse adéquate. En 1992, le déficit budgétaire atteignit 290 milliards de dollars.

### Négociations budgétaires de 1990
Bush hérita de son prédécesseur d'un budget militaire en hausse qui, en 1990, représentait 27 % des dépenses du gouvernement fédéral. Bush s'opposa néanmoins à tout projet de réduction des dépenses militaires. Comme il avait promis au cours de sa campagne de ne pas augmenter les impôts, il eut en conséquence beaucoup de mal à équilibrer le budget. Si le président s'entendit avec les chefs de file du Congrès pour ne pas modifier radicalement le budget en prévision de l'année fiscale 1990, commencée en octobre 1989, tant le Capitole que la Maison-Blanche savaient que des réductions budgétaires ou l'entrée en vigueur de nouveaux impôts seraient nécessaires pour contrebalancer les coupes draconiennes dans les dépenses intérieures prévues par le Gramm-Rudman-Hollings Balanced Budget Act.
L'administration présidentielle s'engagea alors dans des négociations forcenées pour le bouclage du budget de l'année fiscale 1991. En janvier 1990, Bush proposa un premier budget qui comprenait une baisse des dépenses militaires et une diminution du taux d'imposition sur les plus-values. Au mois de mars, le représentant Dan Rostenkowski présenta le contre-budget élaboré par les démocrates, avec notamment une augmentation de la taxe sur l'essence. Dans une déclaration faite à la fin du mois de juin 1990, le président affirma qu'il était ouvert à un programme de réduction du déficit comprenant à la fois une diminution des dépenses, des mesures incitatives pour relancer la croissance économique, une réforme du processus budgétaire et diverses augmentations d'impôts,. La déclaration de Bush fut considérée par les républicains tenants du conservatisme fiscal comme une trahison et ces derniers lui reprochèrent fortement d'avoir accepté un compromis si tôt dans les négociations.
Quelque temps plus tard, en septembre, Bush et les démocrates du Congrès convinrent d'une diminution des financements de certains programmes gouvernementaux en échange d'une augmentation des recettes fédérales, rendue possible en partie par une hausse de la taxe sur l'essence. L'accord comportait également une disposition stipulant qu'en cas de création de nouveaux programmes fédéraux, ces derniers devaient être intégralement financés dès leur entrée en vigueur. Alors qu'il avait initialement promis de soutenir le texte, le chef de la minorité républicaine à la Chambre, Newt Gingrich, se fit le porte-parole des conservateurs hostiles au compromis ; dans le même temps, une frange du camp progressiste dénonçait les coupes budgétaires annoncées. En octobre, le compromis fut rejeté par la Chambre des représentants, ce qui entraîna un bref arrêt des activités gouvernementales (shutdown). Mollement soutenu par son parti, Bush fut contraint de négocier un nouvel accord, encore plus favorable aux démocrates. Le 27 octobre 1990 fut promulgué le Omnibus Budget Reconciliation Act (OBRA-90) qui supprimait en grande partie l'augmentation de la taxe sur l'essence au profit d'une hausse d'impôts sur les hauts salaires. Les coupes faites dans les dépenses intérieures furent maintenues mais n'étaient pas aussi importantes que dans le précédent accord. La signature de cette loi, tout en ouvrant la voie aux surplus budgétaires de la fin des années 1990, dégrada fortement l'image de Bush auprès des conservateurs et de l'opinion publique.

### Éducation
Bien que s'étant généralement abstenu de lancer de vastes réformes en politique intérieure, Bush affirma qu'il voulait être le président de l'éducation et de l'environnement. Un rapport de 1983, intitulé A Nation at Risk, avait soulevé de vives inquiétudes sur la qualité du système éducatif américain. Bush élabora l’Educational Excellence Act of 1989 dont l'objectif était de récompenser les meilleures écoles par l'octroi de subventions fédérales et d'encourager le développement des magnet schools. Les propositions du président en matière d'éducation consistaient principalement à soutenir une foule d'innovations comme l'inscription ouverte, une rémunération plus attrayante pour les professeurs jugés exceptionnellement méritants et la distinction des écoles favorisant la réussite d'enfants issus de milieux défavorisés.
Les conservateurs, plutôt partisans d'un interventionnisme limité du gouvernement dans le domaine de l'éducation, s'opposèrent au projet de loi. Les progressistes critiquèrent quant à eux les chèques attribués aux écoles privées, se méfiaient des tests organisés pour les élèves — jugés trop élitistes — et plaidaient en faveur d'une augmentation des dépenses fédérales pour les programmes éducatifs destinés aux minorités et aux personnes en difficulté financière. Bush pensait que les dépenses concernant l'éducation devaient reposer en priorité sur les États et les collectivités locales, et il ne souhaitait pas augmenter de façon importante le financement fédéral dans ce domaine. Ne bénéficiant pas du soutien escompté parmi les conservateurs et les progressistes, aucune des suggestions de Bush relatives à l'éducation ne fut adoptée par le Congrès. Bush lança par la suite le programme « America 2000 » qui visait à mobiliser les chefs d'entreprise et les gouvernements locaux autour d'une réforme de l'éducation. Malgré l'échec de sa propre tentative de réforme lors de sa présidence, ses idées influencèrent des initiatives ultérieures comme les « Goals 2000 » ou le No Child Left Behind Act.

### Droits civiques

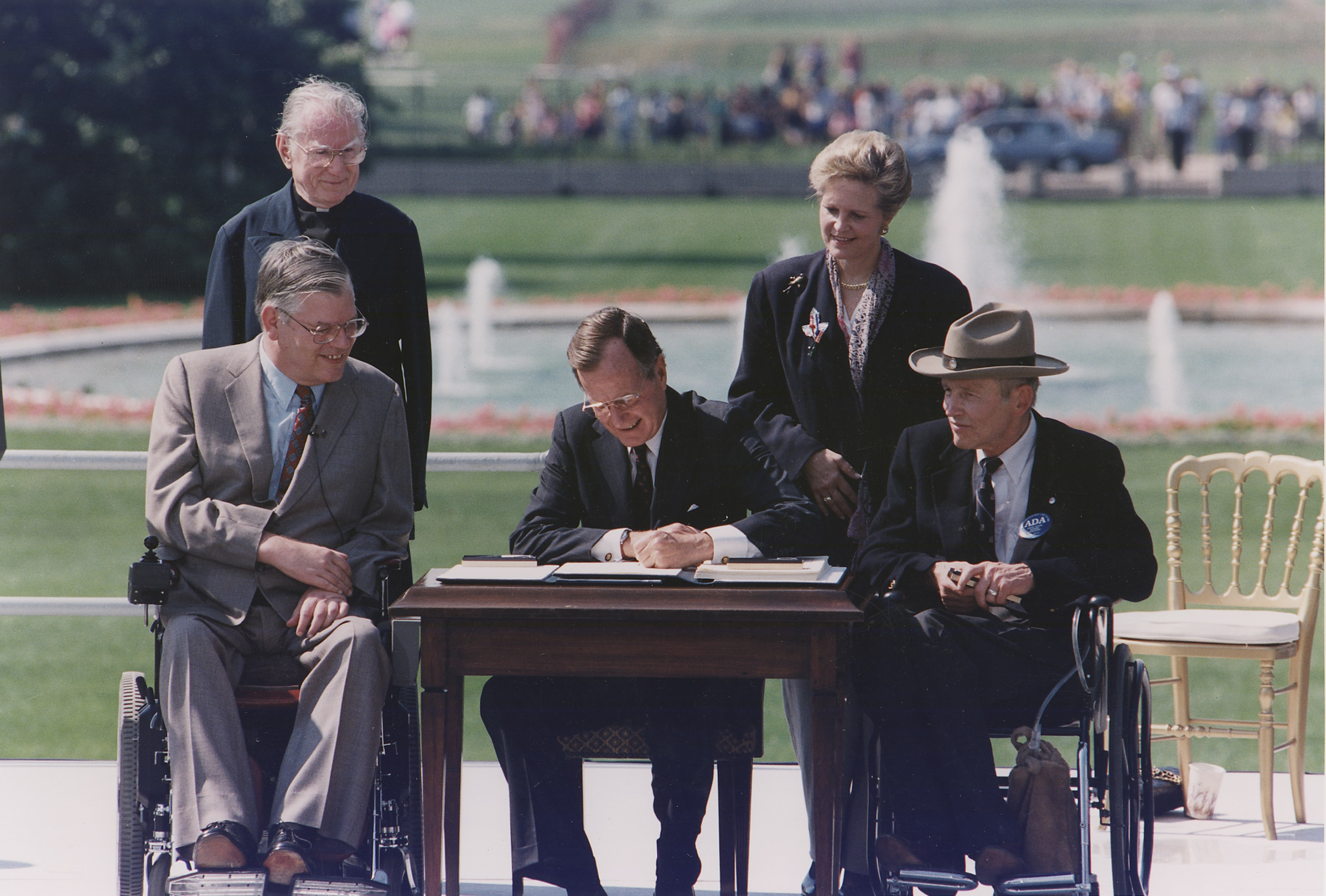
Le président Bush (au centre) ratifiant la loi ADA le 26 juillet 1990.

La loi sur les droits civiques de 1964 ne comportait aucune disposition juridique en faveur des handicapés et beaucoup d'entre eux faisaient l'objet de discriminations ou de mise à l'écart lorsque Bush entra en fonction. En 1988, Lowell Weicker et Tony Coelho avaient rédigé le Americans with Disabilities Act (ADA) qui interdisait toute discrimination à l'embauche contre des individus qualifiés atteints de handicap. La loi avait été approuvée par le Sénat avant d'échouer à la Chambre des représentants, mais elle fut soumise de nouveau à l'appréciation des législateurs en 1989. Une partie des conservateurs étaient opposés à cette mesure en raison de son coût et de son impact potentiellement négatif pour les entreprises, mais Bush, dont le fils Neil avait longtemps souffert de dyslexie, soutint le texte avec force. La loi fut votée par les deux chambres du Congrès et promulguée par le président en juillet 1990. Dorénavant, les employeurs et les établissements publics étaient tenus d'effectuer des « aménagements raisonnables » pour les handicapés, sauf dans le cas où ces aménagements imposeraient une « contrainte excessive ».

### Environnement
En juin 1989, l'administration Bush élabora un projet de loi visant à amender le Clean Air Act. Avec l'appui du chef de la majorité au Sénat George J. Mitchell, le texte fut adopté malgré l'opposition d'un certain nombre de membres du Congrès liés au monde des affaires et qui ne voulaient pas d'une législation plus contraignante. L'objectif de cette loi était de lutter contre les pluies acides et le smog des villes en exigeant une réduction des émissions de substances chimiques comme le dioxyde de soufre. Ce fut la première modification importante du Clean Air Act depuis son adoption en 1977. Bush signa également l'Oil Pollution Act 1990 à la suite de la marée noire de l'Exxon Valdez. La « ligue des électeurs de la conservation », un groupe favorable à la protection de l'environnement, critiqua cependant plusieurs initiatives de Bush dans le domaine environnemental, en particulier son opposition à des normes de kilométrage plus strictes pour les voitures. De même, l'historien Howard Zinn relève qu'en 1992, l'Agence de protection de l'environnement autorisa les industries « à accroître de 245 tonnes par an leurs rejets d'agents polluants dans l'atmosphère ». L'administration Bush diminua également les crédits alloués à la recherche sur les énergies renouvelables et s'opposa à un certain nombre d'initiatives prises lors des sommets internationaux sur la question du climat.

### Fondation des «points de lumière»
Bush considérait que l'engagement bénévole était un moyen efficace de combattre les difficultés sociales rencontrées par l'Amérique. Il utilisait souvent l'expression de « mille points de lumière » pour décrire la capacité des citoyens à régler les problèmes au sein de leur communauté. Dans son discours d'investiture en janvier 1989, le président déclara : « j'ai parlé de mille points de lumière, de toutes ces organisations communautaires dispersées, telles des étoiles, à travers le pays, et faisant un travail remarquable ». Quatre ans plus tard, dans son rapport à la nation sur le Points of Light Movement, il affirma : « les Points de Lumière sont l'âme de l'Amérique. Ce sont des citoyens ordinaires qui se dépassent pour s'occuper de la vie des gens dans le besoin, apportant avec eux de l'espoir, des opportunités, de l'attention et de la camaraderie. Par ce don aussi généreux de leur propre personne, ces individus remarquables sont la preuve non seulement de ce qu'il y a de meilleur dans notre héritage, mais aussi de ce que nous sommes tous appelés à devenir ». En 1990, la Fondation des points de lumière (Points of Light Foundation), à but non lucratif, fut créée à Washington pour promouvoir le bénévolat à l'échelle mondiale. La fondation disposait en 2012 de 250 filiales dans une vingtaine de pays ainsi que de partenariats avec des milliers d'organisations ou d'entreprises dédiées au bénévolat dans le monde entier.

### Autres actions et réformes
Le président Bush signa l’Immigration Act of 1990, qui entraîna une augmentation de 40 % de l'immigration légale aux États-Unis (700 000 nouveaux arrivants chaque année, contre 540 000 auparavant) et fit plus que doubler le nombre de visas distribués aux immigrants sur la base de leurs compétences professionnelles. Les partisans de la loi affirmèrent que cela aiderait à combler le manque de main-d'œuvre dans certains emplois. Bien que s'étant opposé à une précédente version du texte qui prévoyait une hausse plus importante du nombre d'immigrés, Bush finit par soutenir le projet de loi qui fut adopté par le Congrès.
Bush avait adhéré à la National Rifle Association of America (NRA) au début de l'année 1988 et s'était présenté, avec le soutien de la NRA, comme un candidat « pro-armes » lors de la campagne électorale de 1988. En mars 1989, il fit toutefois interdire temporairement l'importation de certaines armes semi-automatiques, décision qui lui coûta l'appui de la NRA en 1992. Bush quitta finalement l'organisation trois ans après son départ de la présidence.
Dans son arrêt de 1989 Texas v. Johnson, la Cour suprême des États-Unis considéra que le fait de criminaliser la destruction volontaire du drapeau américain était contraire à la Constitution. En réponse, Bush soumit aux parlementaires un amendement constitutionnel habilitant le Congrès à interdire la profanation du drapeau. L'amendement n'ayant pas été adopté, Bush signa le Flag Protection Act de 1989 mais ce dernier fut annulé par la Cour suprême.
Bush désigna William John Bennett au poste de directeur du Bureau de la politique nationale de contrôle des drogues, une agence dont la création remontait à 1988. Bush et Bennett étaient tous deux partisans d'un rôle accru des autorités fédérales dans la « guerre contre la drogue », notamment en déployant la Garde nationale pour venir en aide à la police locale. Ces mesures furent toutefois insuffisantes pour empêcher l'augmentation de la consommation de drogues et en particulier de l'héroïne.

### Pardons
À l'instar d'autres présidents, Bush accorda plusieurs pardons officiels dans les derniers jours de son mandat. Le 24 décembre 1992, il gracia ainsi six anciens fonctionnaires fédéraux impliqués dans l'affaire Iran-Contra, en particulier l'ex-secrétaire à la Défense Caspar Weinberger. Bush décrivit Weinberger, dont le procès devait se tenir le 5 janvier 1993, comme un « authentique patriote américain ». Outre Weinberger, Bush accorda son pardon à Duane Clarridge, Clair George, Robert McFarlane, Elliott Abrams et Alan Fiers Jr., qui avaient tous fait l'objet de poursuites pénales par un conseil indépendant présidé par Lawrence Walsh. Cette série de pardons présidentiels mit immédiatement fin à l'enquête de Walsh sur le scandale Iran-Contra.

## Élection présidentielle de 1992

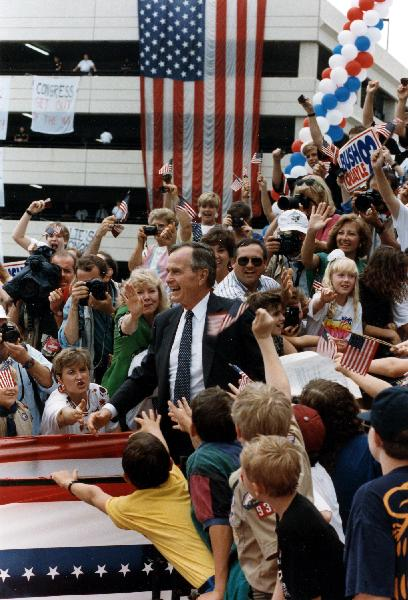
Le président Bush en campagne dans l'Alabama, en août 1992.

Bush se déclara candidat à un second mandat au début de l'année 1992. Très populaire après le succès de la coalition dans la guerre du Golfe, sa réélection semblait assurée. Beaucoup d'experts pensaient que les démocrates ne feraient pas mieux que Dukakis en 1988 et la plupart des ténors du Parti démocrate, comme Mario Cuomo, Dick Gephardt et Al Gore, renoncèrent à briguer la nomination de leur parti pour l'élection présidentielle. Toutefois, l'augmentation des impôts décidée par Bush avait irrité un grand nombre de conservateurs et le président sortant fut défié par la droite de son parti aux primaires républicaines de 1992. Le journaliste conservateur Pat Buchanan critiqua le reniement de Bush en matière fiscale et son soutien à la loi sur les droits civiques de 1991. Buchanan surprit la plupart des observateurs en terminant deuxième à la primaire du New Hampshire. Bush parvint néanmoins à conserver l'avantage et à décrocher la nomination de son parti à la convention nationale républicaine de 1992 ; sous l'influence de la droite chrétienne, la convention adopta une plateforme conservatrice sur les questions sociales.
À mesure que la situation économique empirait et que la cote de popularité de Bush déclinait, plusieurs démocrates s'invitèrent aux primaires de leur parti. L'ancien sénateur Paul Tsongas du Massachusetts remporta la primaire du New Hampshire, mais le gouverneur Bill Clinton de l'Arkansas s'affirma rapidement comme le favori dans la course à la nomination. Modéré affilié au  Democratic Leadership Council, Clinton était favorable à une réforme de la protection sociale, à une réduction des déficits et à une diminution des impôts pour la classe moyenne. Malgré les controverses autour de sa vie privée, Clinton remporta la nomination face à Tsongas et aux autres candidats, dont l'ancien gouverneur de la Californie Jerry Brown. Il désigna ensuite le sénateur du Tennessee Al Gore, un compatriote du Sud, en tant que colistier. Des sondages effectués juste après la convention démocrate montrèrent que Clinton distançait son adversaire de vingt points dans les intentions de vote. Le candidat démocrate concentra sa campagne sur l'économie en critiquant le bilan de Reagan et de Bush en la matière.
Dans les premiers mois de 1992, la campagne prit un tournant inattendu avec l'irruption d'un troisième candidat, le milliardaire texan Ross Perot, qui accusait les républicains et les démocrates d'être incapables de résorber le déficit et d'améliorer l'efficacité du gouvernement. Son discours séduisit des électeurs de tous les bords politiques déçus par les politiques fiscales des deux principaux partis. Perot critiqua également l'ALENA qui entraînerait selon lui de nombreuses pertes d'emploi. Perot quitta temporairement la course en juillet 1992 avant de revenir début octobre.

Résultats de l'élection présidentielle américaine de 1992.

Clinton remporta finalement l'élection, récoltant 43 % du vote populaire et 370 grands électeurs contre 37,5 % des voix et 168 grands électeurs pour Bush. Perot arriva troisième avec 19 % du vote populaire, obtenant l'un des meilleurs résultats d'un candidat de tiers parti à une élection présidentielle. Clinton arriva en tête dans le Nord-Ouest, le Midwest et la côte Ouest et obtint également les scores les plus élevés pour un candidat démocrate dans le Sud depuis l'élection de 1976. Bush remporta quant à lui la majorité des États du Sud ainsi que la plupart des États des montagnes et des Grandes Plaines. Lors des élections législatives qui se déroulèrent à la même période, les démocrates restèrent majoritaires à la Chambre des représentants et au Sénat.
Plusieurs facteurs contribuèrent à la défaite de Bush. La crise économique engendrée par la récession ne fut pas le moins important, 7 électeurs sur 10 ayant déclaré le jour du scrutin que l'économie n'était « pas très bonne » voire « médiocre »,. À la veille de l'élection, le taux de chômage était de 7,8 %, son niveau le plus élevé depuis 1984. La campagne de Bush pâtit également de l'absence de Lee Atwater, mort en 1991, ce qui la rendit probablement moins efficace qu'en 1988, ainsi que de l'hostilité d'un grand nombre de conservateurs au sein du Parti républicain.

## Postérité

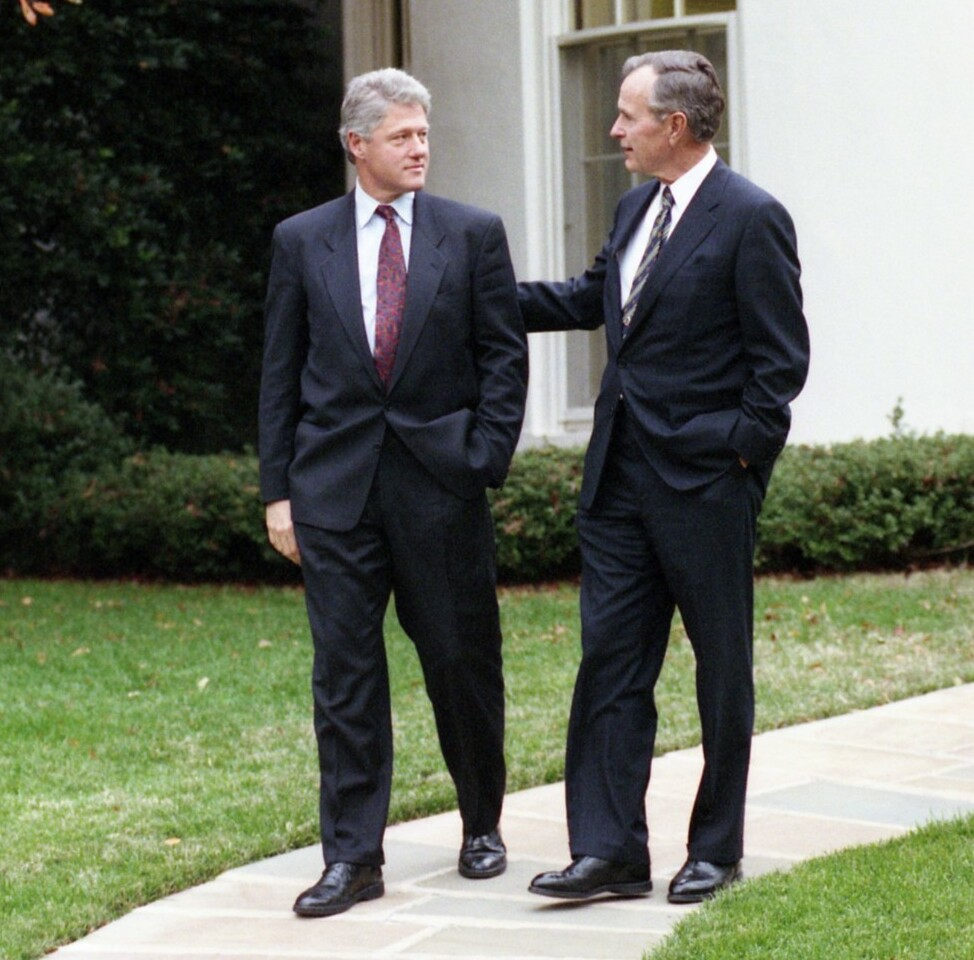
Le président sortant George H. W. Bush en compagnie du président-élu Bill Clinton à la Maison-Blanche, le 18 novembre 1992.

À l'instar de Richard Rose qui compare l'action du président Bush à celle d'un « gardien », de nombreux historiens et politologues ont décrit le 41e président comme un dirigeant passif et nonchalant qui était « largement satisfait des choses telles qu'elles étaient ». L'historien John Robert Greene note cependant que la menace fréquente de recourir au veto permit à Bush d'influencer significativement la législation. Confronté entre autres à un Congrès dominé par les démocrates et à un important déficit budgétaire, Bush consacra la plus grande partie de son temps à la politique étrangère. 
Dans le domaine des relations internationales, Bush est généralement considéré comme un réaliste ; le général Brent Scowcroft écrit ainsi que sa politique étrangère relevait du « réalisme éclairé ». Selon Greene, l'attitude de l'administration Bush face aux enjeux internationaux fut caractérisée par une « réponse flexible aux événements », influencée à la fois par le réalisme de Nixon et l'idéalisme de Reagan. Charles-Philippe David, Louis Balthazar et Justin Vaïsse louent chez Bush un « processus de prise de décision nettement plus efficace et harmonieux que ses prédécesseurs » ainsi que son tempérament « pragmatique, prudent et déterminé » qui lui permirent « de mener avec brio la fin de la guerre froide puis la guerre du Golfe ». Les réussites de Bush en politique étrangère furent cependant insuffisantes pour éviter à ce dernier, rattrapé par les questions intérieures, d'être battu à l'élection de 1992.
Malgré sa défaite à ce scrutin, Bush regagna une partie de sa popularité dans les mois suivants et quitta le pouvoir en 1993 avec un taux d'approbation de 56 %. Son fils aîné, George W. Bush, fut le 43e président des États-Unis de 2001 à 2009, ce qui en fait le deuxième fils de l'histoire américaine à avoir exercé la fonction suprême à la suite de son père, après John Adams et John Quincy Adams. En décembre 2008, 60 % des Américains avaient une opinion positive de la présidence de George H. W. Bush. Dans les années 2010, ce dernier était surtout remémoré pour sa volonté de compromis, par contraste avec la période d'intense rivalité partisane qui suivit sa présidence. Les historiens et les politologues considèrent généralement Bush comme un président moyen. Un sondage réalisé en 2018 auprès de la section de l’American Political Science Association consacrée aux présidents et aux politiques exécutives le situe à la 17e place parmi les présidents américains. Lors d'un sondage C-SPAN mené en 2017 auprès d'historiens, Bush termine en 20e position.
Résumant les appréciations sur la présidence de Bush, Stephen Knott écrit :

« George Herbert Walker Bush était, lors de son accession à la présidence, l'un des candidats les mieux qualifiés pour le poste. Il avait eu une longue carrière à la fois dans les affaires intérieures et en politique étrangère, avait une connaissance parfaite de la bureaucratie gouvernementale et avait eu l'occasion, pendant ses huit années à la vice-présidence, d'expérimenter les problèmes de façon concrète. Pourtant, si l'on considère que la réussite d'un mandat présidentiel se juge à l'aune de la réélection, Bush a échoué, car il n'a pas su convaincre l'électorat américain de lui donner quatre ans de plus. D'une manière générale, la présidence de Bush est considérée comme un succès en politique étrangère mais comme un échec en politique intérieure. Pour les électeurs, ses succès à l'international n'ont pas suffi à éclipser la récession économique et, en 1992, le public américain a voté pour le changement. »